# Françoise Sagan
Françoise Quoirez, coneguda com a Françoise Sagan (Cajarc, Òlt, 21 de juny de 1935 - hospital d'Honfleur, Calvados, 24 de setembre de 2004), va ser una escriptora francesa de novel·la i teatre. És la creadora d'una novel·la que va tenir molt de ressò: Bon dia, tristesa (Bonjour, tristesse), de la qual Otto Preminger l'any 1958 en va fer una pel·lícula protagonitzada per David Niven, Jean Seberg i Deborah Kerr.

## Biografia
Françoise Sagan es va fer cèlebre i milionària sobtadament als 18 anys amb la publicació de Bon dia, tristesa. Françoise Sagan va néixer en el si d'una família burgesa i el seu nom real era Françoise Quoirez. Però va decidir utilitzar pseudònim de Sagan, en homenatge a un personatge principesc de Marcel Proust, per evitar al seu pare, el <<horror i vergonya>> d'una filla bala perduda per dur una vida literària.
Sagan, a qui Mauriac va batejar com "charmant petit monstre" vivia la seva vida amb intensitat, representant a la perfecció el món elegant i frívol parisenc de les seves novel·les. En una de les seves últimes entrevistes deia que "li semblava de mala educació no ser una mica frívola".
Bon dia, tristesa va ser prohibida a molts països i va escandalitzar a la societat francesa quan es descobrí que la seva autora tan sols tenia 18 anys, per la duresa i la càrrega sexual del text. Va aixecar tanta polèmica que el director de cinema Otto Preminger es va fixar en ella i la va portar a la gran pantalla, Bon jour, tristesse. Va comptar amb les brillants interpretacions de Deborah Kerr, David Niven i Jean Seberg.
Bon dia, tristesa va arribar a penetrar als ambients més inesperats, pròxims i llunyans. L'eminent arquitecte portuguès Álvaro Sizaes va trobar amb un enorme graffiti a la façana del seu original bloc de vivendes que estava construint a Berlin. No el van esborrar mai i actualment l'edifici és conegut com a Edifici Bon jour, tristesse.
També altres novel·les seves van ser portades al cinema, com Aimez-vous Brahms?, dirigida per Anatole Litvak i protagonitzada per Ingrid Bergman, Anthony Perkins i Yves Montand. 

## Obra
Teatre
- 1958. Le Rendez-vous manqué.
- 1960. Château en Suède.
- 1961. Les violons parfois.
- 1963. La Robe mauve de Valentine.
- 1964. Bonheur, impair et passe. Estrenada al Théâtre Édouard VII de París.
- 1966. Le Cheval Évanoui. Estrenada al Théâtre du Gymnase de París.
- 1970. L'Écharde. Estrenada al Théâtre du Gymnase de París.
- 1970. Un piano dans l'herbe.
- 1978. Il fait beau jour et nuit.
- 1987. L'Excès contraire.

Novel·la
- 1954. Bonjour, tristesse.
- 1956. Un certain sourire.
- 1957. Dans un mois, dans un an.
- 1959. Aimez-vous Brahms?
- 1981. La femme fardé.
- 1995. Un chagrin de passage.

## Traduccions al català
- Bon dia, tristesa. Traducció: Joan Rossinyol.  La Magrana, 2000 (Els Llibres de Butxaca). ISBN 978-84-7410-424-0.
- Sarah Bernhardt. El riure indestructible. Traducció: Marta Pessarrodona.  Barcelona: Llibres del Trapezi, 1991. ISBN 978-84-8772-702-3.[3]
- Bon dia, tristesa. Traducció: Josep Maria Pinto.  Viena, febrer del 2020 (Petits Plaers, 9). ISBN 978-84-17998-30-1.[4]
- T'agrada Brahms?. Traducció: Josep Maria Pinto.  Viena, març del 2021 (Petits Plaers, 17). ISBN 978-84-17998-85-1.
- Un cert somriure. Traducció: Josep Maria Pinto.  Viena, febrer del 2022 (Petits Plaers, 24). ISBN 978-84-18908-37-8.[5]
- Els núvols meravellosos. Traducció: Josep Maria Pinto.  Viena, març del 2024 (Petits Plaers, 40). ISBN 978-84-1947-445-2.[6]